# Polyptyque
Polyptyque – Six images de la Passion du Christ is een compositie van de Zwitser Frank Martin uit 1973, geheel geschreven in Naarden.

## Achtergrond
Frank Martin is een van de (vele) buitenstaanders in de klassieke muziek van de 20e eeuw. Hij stond als Zwitser onder invloed van zowel de Duits/Oostenrijkse muziektraditie in de hoedanigheid van Johann Sebastian Bach en Arnold Schönberg als de Franse muzikale tradities in de gedaanten van César Franck, Maurice Ravel en Claude Debussy. Hij kon daarbij niet kiezen tussen de traditionele klassieke muziek en (toen) hedendaagse muziek. Hij probeerde zijn leven lang de muziek geschoeid op melodie te combineren met de muziek geschoeid op theorie. Dat kwam erop neer dat hij Bach (melodie), Schönberg (theorie) en de genoemde Fransen (melodie en theorie) in zijn muziek verwerkte. Dat leverde uiteraard commentaar uit beide kampen op. Ook Martin zelf vond dat hij daar maar slechts ten dele in was geslaagd.
Dat verhinderde trouwens niet dat Yehudi Menuhin hem een opdracht gaf tot een werk, waar de vioolmaestro zijn kunnen kon tonen. Martin voelde zich niet "goed" genoeg om een klassiek vioolconcert te schrijven, omdat hij voor zijn gevoel dan de competitie zou moeten aangaan met de werken die bijvoorbeeld Bach in dat genre al had geschreven. De opdracht leverde uiteindelijk een werk op met de titel Polyptyque (veelluik), dat tevens een van de laatste werken van de componist zou zijn; er volgden alleen nog een flamengostuk voor piano en de cantate Et la vie l’emporta (en het leven nam hem). De eerste uitvoering werd uiteraard gegeven door de opdrachtgever, begeleid of beter gezegd ondersteund door het Zürcher Kammerorchester onder leiding van Edmond de Stoutz te Lausanne op 13 september 1973. Dezelfde combinatie nam het werk in het daaropvolgende jaar op. Menuhin later over het werk: When I play the "Polyptyque" by Frank Martin I feel the same responsibility, the same exaltation as when I play Bach's Chaconne. Hoe belangrijk de violist het werk vond blijkt ook uit internetsite die aan hem gewijd is. Het werk wordt daar als enige in het jaar 1973 als belangrijk item genoemd.

## Muziek
De muziek is deels gebaseerd op de Maestà, het altaarstuk dat Duccio di Buoninsegna in 1308-1311 schilderde voor de dom van Siena. Martin vertaalde zijn gevoelens bij zes (eigenlijk zeven) onderdelen daarvan tot de muziek van Polyptyque. Het is dus een andere interpretatie dan Modest Moessorgskis Schilderijen van een tentoonstelling, waarbij de Rus de kunstwerken in zijn muziek weergaf. Tegelijkertijd deelde Martin mee dat ook zonder kennis van het bronbeeld de muziek te volgen was. Het is niet pure programmamuziek en zou volgens velen dan ook Zes stukken voor viool en dubbel strijkorkest kunnen heten. In een religieuze interpretatie is de vioolpartij te zien als de weergave van Jezus van Nazareth.

### Delen
Het werk bestaat uit zes delen, die qua muziek niet eens zo veel verschillen; het is meer de sfeer die de muziek oproept, die verschilt van beeld tot beeld:
1. Image des Rameaux
2. Image de la Chambre haute (gevoelig)
3. Image de Juda (het thema wordt haast obsessief herhaald)
4. Image de Gethsémani (dwingend)
5. Image de Jugement
6. Image de la Glorification (lyrisch)

Het laatste deel zou oorspronkelijk Image du Calvaire worden. Martin wilde echter besluiten met een majeurakkoord en had daarvoor een optimistisch einddeel nodig.
De muziek is zonder meer 20e-eeuws, want past niet in genres die er voor waren. Het werk laat echter hier en daar een flinke invloed horen van Bach, soms in de solopartij, dan weer in de begeleiding en soms in een kortstondige basso continuo. Opvallend zijn die echter niet. De muziek waar Martin laat duidelijk horen waar hij uiteindelijk voor koos, de melodieuze en niet de theoretische. De compositie eindigt op een akkoord in Fis-majeur, wat toch vrij onverwacht klinkt binnen het werk.

## Discografie
- Uitgave EMI: de uitvoerenden van de première in een opname in 1974, twee maanden voor het overlijden van de componist;
- Uitgave ECM Records: Muriel Cantoreggi, Deutsche Radio Philharmonie Saarbrücken Kaiserslautern o.l.v. Christoph Poppen in een opname van 2006 in Funkhaus Halberg te Saarbrücken;
- Uitgave MGD: Willy Zimmermann, Orchester Musikcollegium Winterthur o.l.v. Jac van Steen
- Uitgave met Gottfried Schneider, Münchner Kammerorchester o.l.v. Hans Stadlmair

## Bron
- de compact disc van ECM Records
- Polyptyque op YouTube (fragment) voor indrukken